# 世にも奇妙な物語 秋の特別編 (2006年)
『世にも奇妙な物語 秋の特別編』（よにもきみょうなものがたり あきのとくべつへん）は、2006年10月2日（月）21:00 - 23:18（JST）に放送されたオムニバスドラマ。前回の『15周年の特別編』に引き続き、アバンストーリーが製作された。

## 鏡子さん（きょうこさん）

### ストーリー
「鏡子さん、鏡子さん私を綺麗にしてください」というと鏡子さんが出てきて綺麗にしてくれるというおまじないがある。
その鏡子さんは実在し、それは主人公の母親で、しかも院長と刑事によって殺されていたことを知る。主人公はおまじないをしたことによって鏡子さんに襲われるが、鏡子さんはこの研修医が自分の娘であることに気づき主人公は助かる。しかし、その後突然現れた刑事によって殺されてしまう。その後、「いずみさん、いずみさん私を綺麗にしてください」という同じようなおまじないが流行る。主人公もまた鏡子さんのようになってしまった。

### キャスト
- 森沢いずみ：広末涼子
- 前川律子：江波杏子
- 武藤浩二：木場勝己
- 南鏡子：中村綾
- 樋田：栗田よう子
- 加奈子：野村映里利
- 明美：秋田真琴
- 美紀：浅香友紀

### スタッフ
- 脚本：中村樹基
- 演出：木下高男

## 部長OL

### ストーリー
ある会社に勤めるOL園田亜季（釈）は、この日も松平部長（伊武）と対立していた。ある日、部長に屋上に呼び出された亜季は、部長と2人して雷に打たれて二人の中身が入れ替わってしまう。それから2人は入れ替わったまま数日を過ごすことになるが、その中で「女は楽でいい」と思っていた部長と「部長は威張っているだけでいいから楽」と思っていた亜季は、お互いの大変さを知り考えを改め…。

### キャスト
- 園田亜季：釈由美子

（入れ替わり時：伊武雅刀）
- 松平正継：伊武雅刀

（入れ替わり時：釈由美子）
- 課長・下川：桜井聖
- 前田：中根徹
- 田中：加藤厚成
- 百合子：蒲生麻由
- 恵子：穂花
- 里佳：越野希梨

### スタッフ
- 原案：小椋久雄
- 脚本：小川みづき
- 演出：佐藤源太

## 昨日公園

### ストーリー
とある公園でキャッチボールをしている陽介（堂本）と隆男（山崎）。隆男は途中で配達が残っていると配達へ向かう。その日の夜、典子（原田）から、隆男が夕方石段を踏み外し死んだとの電話が入った。悲しみに暮れる陽介。昨日キャッチボールをしていた公園のベンチに座ってボンヤリしていた。するとどこかからボールが転がってきた。不思議に思った陽介がそれを拾い上げる。気が付くと、後ろから死んだはずの隆男の声が聞こえる。なんと陽介は昨日へタイムスリップしたのだ。隆男を助けようと試みる陽介だが…。

### キャスト
- 遠藤陽介：堂本光一（KinKi Kids）
- 鈴木隆男：山崎樹範
- 中島典子：原田夏希

### スタッフ
- 演出：佐藤久美子
- 脚本：三木康一郎
- 原作：朱川湊人『昨日公園』（文藝春秋社刊「都市伝説セピア」所収）

## 猫が恩返し

### ストーリー
柏木絵美（内山）は唯一の肉親である祖母を亡くした悲しみから立ち直れないでいた。そんな絵美の家族は飼い猫のクロだけ。祖母の死から三ヶ月がたったある日、突然姿を消したクロを探している途中、寒さに震えながら倒れていた男（斉藤）を見つけ、絵美は自宅に連れて帰り、介抱することにする。だがその男は自分の名前、祖母が亡くなったこと、祖母の口癖など他人が知るはずもない事を数多く知っていた。そして、それらを知っているのは絵美を除けばクロのみであることに気づき…。

### キャスト
- 柏木絵美：内山理名
- 男：斉藤慶太
- 警官：正名僕蔵
- 田山：田口主将
- 榎本：鈴木修平
- 女の子：長尾愛佳

### スタッフ
- 原案：山浦雅大
- 脚本：高山直也
- 演出：植田泰史

## 家族会議

### ストーリー
高野家は家族旅行の帰り、車で移動中にダンプカーに衝突する事故を起こし、妻の伊都子（田中）、夫の悟（渡辺）、娘の真里（室田）は重傷を負った。翌朝、目覚める伊都子。そこは高野家の寝室で、夫・悟の姿があった。娘の真里も起きてきた。夢だったのか？いや、そうではなかった。三人は、ある時聞こえてきた、謎の声について話し始める。「三日後の午前零時までに、三人のうち一人を殺せ。一人殺せば残りは助かる。誰を殺すか、家族会議をして決めろ。決められないのであれば、三人全員が死ぬこととなる。自殺は不可能。生き残った者たちは、殺した者のことを決して忘れない」というものだった。

### キャスト
- 高野伊都子：田中美佐子
- 高野悟：渡辺いっけい
- 高野真里：室田恵理
- 医師：飯田基祐

### スタッフ
- 脚本：保田良太
- 演出：星田良子

## アバンストーリー
世にも奇妙な物語の放映作品一覧#2006秋の特別編を参照。

## 各話リスト
| 話数                        | サブタイトル | 脚本       | 監督       | 主演            | 原作・原案 | 視聴率 |
| --------------------------- | ------------ | ---------- | ---------- | --------------- | ---------- | ------ |
| 第1話                       | 鏡子さん     | 中村樹基   | 木下高男   | 広末涼子        | -          | 15.5%  |
| 第2話                       | 部長OL       | 小川みづき | 佐藤源太   | 釈由美子        | 小椋久雄   | 15.5%  |
| 第3話                       | 昨日公園     | 佐藤久美子 | 三木康一郎 | 堂本光一        | 朱川湊人   | 15.5%  |
| 第4話                       | 猫が恩返し   | 高山直也   | 植田泰史   | 内山理名        | 山浦雅大   | 15.5%  |
| 第5話                       | 家族会議     | 保田良太   | 星田良子   | 田中美佐子      | -          | 15.5%  |
| 超短編 ～アバンストーリー～ |              |            |            |                 |            | 15.5%  |
| 第1話                       | 超能力研究   | -          | 佐藤源太   | まいど豊        | -          | 15.5%  |
| 第2話                       | 箱庭         | -          | 佐藤源太   | Jennfer Lynn    | 星護       | 15.5%  |
| 第3話                       | オブジェ     | -          | 星田良子   | 溝口茂樹        | 星護       | 15.5%  |
| 第4話                       | 拡大コピー   | -          | 星田良子   | 鈴木舞花 中野圭 | 星護       | 15.5%  |